# 别尔索自由镇
别尔索自由镇（西班牙語：Villafranca del Bierzo）是西班牙卡斯蒂利亚-莱昂莱昂省的一个市镇。 总面积190平方公里，总人口3647人（2001年），人口密度19人/平方公里。